# Unió Liberal
|  | Per a altres significats, vegeu «Unió Liberal (desambiguació)». |

Unió Liberal fou un partit polític espanyol sorgit de l'aliança electoral que després de la revolució del 1854 van concertar diferents polítics moderats no absolutistes i progressistes no exaltats, i que va acabar definitivament amb el Partit Moderat, que era al poder des del 1833. Des de les eleccions de 20 de setembre de 1858, quan va obtenir la majoria dels escons a les Corts, el cap fou Leopoldo O'Donnell. L'origen social dels qui el donaven suport era força variat: nobles, advocats, empresaris, comerciants, banquers, militars i funcionaris.
No es tractava d'un partit amb un bagatge ideològic, sinó que era pragmàtic i els seus principis bàsics era conservar la monarquia com a forma de govern però sense derives absolutistes, reformar l'administració pública en sentit centralista i oferir un cert grau de multipartidisme. Intentà reformar la llei de premsa i mantenir una política econòmica de fortes inversions públiques. Controlava els diaris La Época, El Diario Español i La Correspondencia de España.
La Unió Liberal governà durant els períodes 1858-1863 i 1865-1866, ocupant gairebé tots els escons de les Corts, i sempre amb Leopoldo O'Donnell com a president de govern, qui comptava amb el ministre de governació José de Posada Herrera. A la mort d'O'Donnell el 1867 fou substituït pel general Francisco Serrano Domínguez. Es barrejà en forces intrigues polítiques i va conspirar contra la reina Isabel II a favor del seu fill Alfons al marge de les Corts. Participà en la revolució de 1868 i en el govern que en sorgí. Tanmateix, fou desbordat per la proclamació de la Primera República Espanyola, i el 1874 la major part dels afiliats seguiren Antonio Cánovas del Castillo quan fundà el Partit Liberal Conservador.
El seu programa descentralitzador li va permetre a Catalunya de rebre el suport de Joan Mañé i Flaquer i del Diari de Barcelona, on hi col·laboraven personatges destacats com Manuel Duran i Bas, Estanislau Reynals i Rabassa i Josep Coll i Vehí, entre d'altres. Entre els membres del partit hi figurà l'advocat igualadí Celestí Mas i Abat. A València hi tenia el suport de Domènec Mascarós i el brigadier José Berruezo. Amb els anys també s'hi adherí el general Joan Prim i Prats.